# Тополница (община Радовиш)
Вижте пояснителната страница за други значения на Тополница.
Тополница  (на македонска литературна норма: Тополница) е село в източната част на Северна Македония, община Радовиш.

## География
Селото е разположено в южните склонове на планината Плачковица.

## История
В XIX век Тополница е турско село в Радовишка кааза на Османската империя. Според статистиката на Васил Кънчов („Македония. Етнография и статистика“) от 1900 година Тополница има 400 жители, всички турци.
След Междусъюзническата война в 1913 година селото попада в Сърбия.
Според Димитър Гаджанов в 1916 година в Тополница живеят 381 турци.

## Личности
Родени в Тополница
- Вейсел Асанов Лятифов, революционер от ВМОРО, по народност турчин[3]